# 迪靈 (新罕布什爾州)
迪靈（英語：Deering）是一個位於美國新罕布什爾州希爾斯波羅縣的鎮。

## 人口
根據2020年美國人口普查的數據，迪靈的面積為80.90平方千米，當中陸地面積為79.20平方千米，而水域面積為1.70平方千米。當地共有人口1904人，而人口密度為每平方千米24人。